# Invincible Eleven
L'Union of Invincible Eleven & Majestic Sports Association Inc. és un club de futbol liberià de la ciutat de Monròvia. Disputa els seus partits a l'estadi Antonette Tubman. És un dels clubs fundadors del futbol al país. Ha guanyat la lliga liberiana de futbol en tretze ocasions; i cinc cops la Copa liberiana de futbol.

## Palmarès
- Lliga liberiana de futbol:[1]
  - 1963, 1964, 1965, 1966, 1980, 1981, 1983, 1984, 1985, 1987, 1997, 1998, 2007
- Copa liberiana de futbol:[2]
  - 1987, 1991, 1997, 1998, 2011